# Râul Fraser
Râul Fraser (Fraser River) este cel mai lung râu din provincia canadiană British Columbia. El are izvorul în munții Mount Robson (3954 m) din Rocky Mountains și se varsă la 1375 km sud de Vancouver în Pacific. El are suprafața bazinului de colectare de 248.035 km². Izvorul lui se află mai precis in apropiere de muntele Mount Edith Cavell, inițial râul se îndreaptă spre nord-vest la paralelă de 54° N face o curbă spre sud ajungând până in apropiere de granița dintre Canada și SUA. Traversează printr-un canion adânc munții Coast Mountains, orientându-se ulterior spre vest, traversează orașul Chilliwack, iar la sud de Vancouver se vărsa printr-o deltă largă la Boundary Bay lângă insula Vancouver în Pacific, având un debit de 3550 m³/s, și transportând anual 20 milioane de tone de sedimente. 

## Afluenți mai importanți
- McGregor River
- Nechako River
- Quesnel River
- West Road River
- Chilcotin River
- Bridge River
- Thompson River
- Nahatlatch River
- Anderson River
- Coquihalla River
- Harrison River
- Chilliwack River
- Stave River
- Pitt River